# Moonlight
Moonlight é  uma série de televisão norte-americana, exibida nos Estados Unidos pela rede CBS, no Brasil pela Warner e em Portugal pela FOX. A série foi cancelada em 2008, após uma só temporada.

## Sinopse
O enredo gira em torno de vampiros. O protagonista é Mick St. John (Alex O’Loughlin), um detetive particular ao estilo noir, que descreve seus pensamentos enquanto se envolve em casos exóticos. Ele se tornou vampiro há mais de meio século, em 1952, quando foi mordido pela vampira Coraline (Shannyn Sossamon). Ela era sua noiva e o transformou no dia do casamento. Mick a abandonou com raiva e repulsa, mas nunca se viu livre dela, que ainda o ama.
Muito da mitologia dos vampiros é deixado de lado: eles podem andar sob a luz do Sol, embora não por muito tempo, não morrem com estacas (só ficam paralisados) ou água benta e são neutros quanto ao alho. Já no piloto da série, Mick encontra uma pessoa do passado, Beth Turner (Sophia Myles), uma jornalista que ele salvou da sua esposa maligna há vinte e dois anos e pela qual se apaixona. O elenco principal se completa com o mentor de Mick, Josef (Jason Dohring), um vampiro sarcástico e centenário.
Em Moonlight, aborda-se a concepção de vampiro do Ocultismo, em que o personagem absorve energia vital. Essa energia está presente no sangue e é descrita em antigos textos místicos. Já no piloto, um professor de Antropologia diz que somos todos vampiros, pois começamos nossas vidas nos alimentando do sangue materno e, adultos, buscamos recuperar essa agradável, quase religiosa sensação de beber sangue.
O seriado é produzido por David Greenwalt, co-criador de Angel. De acordo com o The Hollywood Reporter, Moonlight se avizinha como uma das mais interessantes séries sobrenaturais dos últimos anos. Basicamente, o protagonista investiga um caso por episódio e sua companheira, sabendo que ele é um vampiro, passa a ajudá-lo. Coraline, que nunca desistiu de Mick, reaparece no meio da primeira temporada.

## Audiência
| Temporada | Anos      | Ano no Brasil | Posição no Ranking | Audiência (em milhões) |
| --------- | --------- | ------------- | ------------------ | ---------------------- |
| 1         | 2007-2008 | 2007          | 74                 | 7.65                   |

## Lista de Episódios

### Única temporada

#### Episódio 1: No Such Thing as Vampires (Nenhuma coisa como Vampiros)
Mick St. John, um detetive particular, que na verdade é um vampiro, investiga um homicídio no qual uma mulher foi encontrada com o pescoço mordido por caninos e com parte do sangue retirada do corpo. Durante a investigação, Mick encontra Beth, uma jornalista que salvou no passado e por ela se apaixona. Juntos, eles descobrem uma seita que cultua vampiros. Um de seus membros pratica os assassinatos, convicto de que extrairá a energia vital das vítimas se beber seu sangue.

#### Episódio 2: Out of the Past (Do Passado)
Mick reencontra um assassino que ficou vinte e cinco anos na cadeia, Jay Lee. Ele foi acusado de matar uma mulher e fazer parecer suicídio; Mick sabia que ele era culpado e pretendia  matá-lo, mas a polícia apareceu na hora em que o atacava e sua identidade de vampiro acabou sendo descoberta pelo criminoso.
De volta às ruas depois de cumprir sua pena, Jay arma uma trama para matar a escritora que lançou um livro em sua defesa e ao mesmo tempo mandar Mick para a cadeia como vingança. Ele consegue incriminar falsamente Mick  e sequestra a mulher, exigindo que aquele se entregue à polícia em troca da vida dela.
Sabendo que a mulher será morta de qualquer modo, Mick descobre Jay e consegue detê-lo, mas leva tiros com balas de prata e está a ponto de ser destruído com um lança-chamas quando Beth intervém e atira no psicopata, matando-o.
Em seu apartamento, Mick se recupera dos tiros bebendo sangue, Beth aparece repentinamente e o surpreende em sua forma de vampiro. Sem saída, Mick confessa sua natureza.

#### Episódio 3: Dr. Feel Good (Dr. Feel Good)
Mick investiga um vampiro novato que não segue as regras, mata indiscriminadamente e deixa rastros que podem comprometer sua segurança e a de outros vampiros de Los Angeles. Explica-se como um homem é transformado em vampiro: o vampiro que o ataca bebe quase todo seu sangue e o leva até perto da morte. Então, ele introduz um pouco de seu sangue no corpo da vítima, que acorda transformada em vampiro e com sede insaciável de sangue. A partir daí o agressor possui a responsabilidade de ensinar o novato a viver como vampiro e principalmente a ser discreto, matar sem deixar pistas.
O problema é que desta vez um vampiro foi gerado e seu Sire o abandonou à própria sorte. Sem compreender o que está acontecendo e sem ajuda, ele passa a deixar um rastro de corpos atrás de si, pondo em alerta os vampiros da cidade. Finalmente Mick o encontra e, diante de sua recusa em se adaptar à nova condição, não tem alternativa senão destruí-lo. O roteiro aproveita este caso como pano de fundo para explicar melhor como Mick foi transformado por sua noiva no dia do casamento e como se recusou a levar uma vida de assassino. Ele conta sua história a Beth, que o ajudou a localizar o novato e pela primeira vez diz que confia nela.

#### Episódio 4: Fever (Febre)
Mick é contratado por um promotor (que é namorado de Beth) para achar uma testemunha de homicídio, Leni. Ela estava sendo protegida por policiais, mas informantes dentro da polícia revelaram o apartamento onde a mantinham segura e um pistoleiro profissional a obrigou a fugir ao atacar o local e matar os vigias.
Mick a encontra em uma estrada à beira de um deserto e mais uma vez eles sofrem ataques de policiais corruptos e criminosos. Obrigados a fugir pelo deserto, Mick sofre com a exposição ao Sol, sofrendo severa desidratação. Ao descobrirem um motel, ele consegue se colocar em uma banheira com água e gelo, mas isso não é suficiente. Beth, avisada por telefone, chega ao local e não vê alternativa senão oferecer seu pulso para que Mick se alimente de sangue, sem no entanto matá-la ou transformá-la em vampiro.

#### Episódio 5: Arrested Development (Desenvolvimento Interrompido)
Mick investiga um assassino de garotas de programa que se anunciam pela Internet. Logo fica claro que se trata de um vampiro e somente com a colaboração de Joseph e Beth Mick consegue achá-lo. A proximidade por causa da investigação obriga Mick a admitir que sente algo por Beth, principalmente depois de literalmente ter sentido o gosto do sangue dela.
O assassino se revela um vampiro que foi transformado na adolescência, quando tinha apenas dezesseis anos. Consequentemente, ele mantém o impulso sexual próprio daquela idade e procura garotas com quem sair. No entanto, acaba por matá-las. Mick o encontra e tenta dissuadi-lo, mas nem sua experiência de também ter sido transformado contra a vontade e não saber como lidar com isso é suficiente. Em luta corporal contra o vampiro-adolescente, Mick se vê obrigado a matá-lo cortando sua cabeça.

#### Episódio 6: Black Crystal (Cristal Negro)
Josef pede ajuda a Mick para encontrar Lola, uma antiga namorada, uma vampira de quinhentos anos com a qual ele já se relacionou várias vezes, sempre se desentendendo com ela. Mais uma vez eles tiveram um encontro e ela o abandonou, mas não sem antes levar uma boa soma em dinheiro dele.
Paralelamente, Beth investiga as mortes de modelos cujo ponto em comum é terem ido a uma boate. Lá Beth descobre que todas elas eram clientes vip e provavelmente foram intoxicadas com alguma droga. Isso é confirmado quando ela verifica em um necrotério o corpo de uma das modelos, cujo sangue está saturado de prata.
Ao descobrirem que suas investigações conduzem ao mesmo lugar, Mick e Beth se unem e vão à boate, onde encontram Lola. Como Mick suspeitava, em função de um cadáver de vampiro que encontrou, ela está paralisando vampiros com prata e coletando seu sangue para ofertá-los aos humanos em recipientes conhecidos como cristais negros. Lola diz a Beth que ela se sentirá como um vampiro se beber o sangue.
A polícia chega e Lola desaparece. Em seu apartamento, Beth experimenta o sangue e com ele conhece a sensação de ser vampiro: sentidos aguçados, ilusão de invencibilidade, tudo como uma droga convencional, mas com muito mais força; por isso a boate era um sucesso entre humanos. Indo ao apartamento de Mick, Beth o seduz sob o efeito inebriante da droga.
Mick descobre o esconderijo de Lola, onde ela prende vampiros e extrai seu sangue. Fica-se sabendo que o vampiro é tão mais poderoso quanto mais antigo, o que dá pouca chance a Mick no combate com a vampira centenária. Mesmo assim ele consegue surpreendê-la e a joga em um dos recipientes com soluções de prata onde os vampiros eram mantidos em paralisia (esse é o efeito da prata sobre eles).

#### Episódio 7: The Ringer (A Campainha)
Mick assiste ao incêndio de um velho hotel que ele frequentava quando criança, antes de se tornar vampiro. No local ele encontra Beth e uma fotógrafa que parece extremamente com Coraline, sua esposa-vampira que o transformou há décadas e que ele supostamente havia matado no episódio do sequestro de Beth, há vinte e dois anos.
Beth diz a Mick que conhece a moça como Morgan, uma fotógrafa free-lancer com quem ela trabalha há dois meses. Entretanto, até seu jeito de falar e de andar lembra Coraline, mas Mick não sente cheiro de vampiro nela. No dia seguinte, Morgan o contrata para investigar um assalto que ela sofreu à noite; o criminoso a machucou e levou sua câmera fotográfica.
Mick consegue recuperar o equipamento e as fotos, que eram o verdadeiro alvo do ladrão. O material fotografado mostra um homicídio ocorrendo dentro do hotel em chamas, muito semelhante à forma como Mick matou Coraline. Mick fica definitivamente intrigado quando descobre que o assassino da foto morreu três meses antes e que a mulher assassinada tinha uma tatuagem idêntica à de Coraline: uma flor-de-lis.
Indo ao cemitério, Mick confirma que as cinzas do assassino não estão lá e que na realidade ele foi transformado em vampiro. Neste momento, o vampiro ataca Mick, que o derrota em luta corporal e o morde no exato instante em que Morgan aparece. O vampiro foge e Mick tenta obrigar Morgan a confessar que tudo foi um golpe planejado para enlouquecê-lo, mas fica claro que ela é humana: não há cheiro de vampiro, ela não entende o que Mick diz sobre Coraline, não há tatuagem e ela sofre um ferimento sem conseguir se curar.
O episódio acaba em aberto, com um gancho para desvendar o mistério de Morgan. Mick acredita que ela encontrou uma cura para o vampirismo e Josef o aconselha a aceitar o que ele é em vez de ansear por uma cura. Beth pela primeira vez demonstra ciúme quando Mick lhe conta sobre a paixão avassaladora que sentiu por Coraline no passado e que possivelmente ainda existe.

#### Episódio 8: 12:04 AM (12:04 AM)
Mick investiga ameaças feitas a Audrey, uma testemunha de um assassinato bárbaro cometido por um profeta que se denomina Pastor Donovan e se assemelha muito a Charles Manson, inclusive com seguidores autodenominados Família. Ele é executado em pena de morte, mas Audrey acredita continuar a ser perseguida pelos seus seguidores, como se eles quisessem terminar o trabalho.
O episódio aproveita para fazer um paralelo com o sequestro de Beth e com o fato de ela se sentir segura através dos anos, ao contrário de Audrey, que sempre se sentiu ameaçada pela Família. O desdobramento da investigação leva Mick a conversar com um produtor de cinema, Jerry Drake, que fará um filme sobre o Pastor e que encoraja os fanáticos com um sítio de Internet.
Mick suspeita, com base em uma gravação, que o Pastor foi transformado em vampiro e com isso ainda está vivo. Mick protege Audrey em sua própria casa e descobre, para seu espanto, que o Pastor foi transformado pelo padre que o visitou nas semanas anteriores à execução e que o acompanhou no corredor da morte.
Mick encontra o Pastor na casa de Drake, como o padre havia indicado. Drake é morto pelo Pastor, que surpreende Mick e o derruba. Logo a seguir ele vai para a casa de Mick, onde Audrey está escondida com Beth. Mick vence e mata o vampiro, mas o episódio ainda reserva uma surpresa: Durante sua presença na casa de Mick, Beth descobre a ficha sobre seu sequestro e fotos recentes, provando que Mick sempre esteve perto dela, protegendo-a.

#### Episódio 9: Fleur-de-Lis (Flor-de-Lis)
Sabendo quem a sequestrou no passado, Beth está obcecada para saber se Morgan e Coraline são a mesma pessoa. Ela inicia uma investigação e pede a Mick que mantenha Morgan ocupada por um dia. Em seu escritório, Mick recebe Haggans, um grande empresário que desconfia de que sua mulher, Tina, está se encontrando com outro homem. Essa é a oportunidade perfeita para desviar a atenção de Morgan e Mick a convida para trabalhar no caso com ele como fotógrafa.
Entretanto, a investigação da infidelidade leva Mick a suspeitar que Tina e seu amante, Owen (que é o próprio filho de Haggans), serão assassinados pelo executivo e vai à empresa deste para sondá-lo. Paralelamente, Beth entra na casa de Morgan e descobre, através de uma foto, o endereço da casa onde foi mantida prisioneira quando criança.
Mick e Haggans marcam um encontro em um restaurante, mas este não aparece. Mick descobre que seu escritório foi revirado na sua ausência e que o material da investigação foi roubado. Ao mesmo tempo, Beth conversa com Josef e obtém informações sobre Coraline.
Mick vai à casa de Owen para avisá-lo, mas descobre que foi ele quem roubou o material de seu escritório e que ele e Tina pretendem assassinar Haggans. Repentinamente Mick leva um tiro de Tina e é enterrado no jardim. Morgan o descobre na hora em que ele ressuscita.
Beth relembra o episódio de seu rapto na casa que Coraline usou como esconderijo e se revolta contra esta. Mick e Morgan chegam a tempo de evitar o assassinato de Haggans, mas Morgan quase é atropelada. Na casa de Mick, Morgan finalmente confessa que é Coraline e praticamente declara que há uma cura para o vampirismo. Beth chega furiosa e apunhala Coraline com uma estaca. Mick lhe diz que Coraline não é mais uma vampira e a leva ansiosamente para o hospital.

#### Episódio 10: Sleeping Beauty (A Bela Adormecida)
Josef sofre um atentado pelas mãos de um assassino profissional. A mando de um velho moribundo, ele ataca o escritório de Josef com uma bomba incendiária, um dos meios de se matar um vampiro. Mick pensa que Josef morreu e isso se soma ao fato de Coraline estar ferida no hospital, sem poder dizer que cura ela encontrou.
Mas Josef ainda está vivo, não se sabe como ele escapou do fogo. Mick investiga o crime e descobre que o assassino foi contratado em Nova Iorque. Lá ele fica sabendo o motivo: na década de 1950, Josef se apaixonou por Sarah, a filha de um grande executivo. Ele tentou transformá-la, mas por algum motivo ela caiu em coma. Seu pai acredita que ela morreu ao se envolver com um vampiro, por isso contratou um assassino, ele queria destruir Josef antes de morrer.
Contudo, o episódio revela uma das faces de Josef. Sarah foi parcialmente transformada, ela permaneceu inconsciente por décadas, mas não envelheceu e Josef ainda cuida dela, por isso ele desacredita do envolvimento entre humanos e vampiros e aconselha Mick a desistir de Beth.
No hospital, Coraline começa a reverter para a forma vampírica à medida que seu ferimento cicatriza e seu corpo se torna mais frio; ao mesmo tempo, volta sua sede de sangue e podem-se ver seus caninos. Mick havia tirado uma amostra de seu sangue para análise, ele mantém com firmeza sua esperança de encontrar a cura.

#### Episódio 11: Love Lasts Forever (O Amor Dura para Sempre)
Josh pretende apresentar denúncia contra uma quadrilha de tráfico de drogas de origem hispânica. Em represália, o "chefão" ameaça Beth, a namorada do promotor. Mick se encarrega da proteção de Beth, que chega a sofrer um atentado quando os dois saem do laboratório onde a amostra de sangue de Coraline foi analisada (e que mostrou um sangue puro, livre de toxinas).
Com a prisão do líder mafioso, o alvo passa a ser o próprio Josh, que é sequestrado em frente à casa de Beth. Ela e Mick perseguem o carro dos sequestradores em uma longa sequência, mas não conseguem evitar que estes matem Josh com um tiro. Mick, utilizando os conhecimentos de primeiros socorros que adquiriu na Segunda Guerra Mundial, luta por vários minutos para estancar o sangue e manter Josh vivo até que cheguem os paramédicos, mas não obtém sucesso.
Beth implora a Mick que transforme Josh em vampiro para salvá-lo, mas Mick se recusa e diz que isso seria uma maldição. Este é um dos melhores momentos de todo o seriado: a morte violenta de Josh, o esforço desesperado para salvá-lo, o drama de Mick ao se recusar a transformá-lo e o inconformismo de Beth, que terá consequências nos episódios seguintes.
Enquanto isso, no hospital, Coraline volta à forma vampírica e foge, levando com ela o segredo da cura.

#### Episódio 12: The Mortal Cure (A Cura Mortal)
Este foi o último episódio antes da greve dos roteiristas e foi planejado como fim de temporada, porém mais quatro episódios foram produzidos depois. Mick chega à sua casa e descobre dois vampiros muito antigos, medievais. Eles querem ajuda para encontrar Coraline, que fugiu do hospital. Mick se nega, mais tarde Josef lhe diz que o líder da dupla se chama Lance e é realmente muito antigo e poderoso.
Mick encontra Coraline em um laboratório, onde ela parece estar trabalhando no aperfeiçoamento da suposta cura do vampirismo. Nesse momento, Lance ataca e Mick perde Coraline de vista, além de constatar que o vampiro medieval é tão poderoso que suporta até chamas. Com o desdobrar de sua investigação, Mick finalmente se reúne a Coraline e toma conhecimento de que ela e Lance são irmãos e que foram transformados durante a Revolução Francesa, em meio a uma perseguição feroz contra vampiros. O composto no qual Coraline trabalha serviu para que alguns vampiros se disfarçassem, parecendo humanos temporariamente.
Mick pede que Coraline explique como funciona o composto, ele anseia por ser humano ao menos por algum tempo. Ela consente e Mick usa parte do que restou do composto. Ele reverte à sua forma humana, mas nesse momento Lance os encontra e captura Coraline, que, pela primeira vez demonstrando bons sentimentos, entrega-se em troca da vida de Mick.
O episódio termina com Mick saboreando sua forma humana: ele encomenda uma refeição rápida e pela primeira vez em décadas consegue se alimentar como um humano. No dia seguinte, ainda machucado após o combate com Lance, Mick comparece ao enterro de Josh. Beth fica surpresa com sua transformação, mas permanece desolada com a morte do namorado e ainda desgostosa por Mick não ter aceitado transformá-lo em vampiro. Coraline foi levada pelo irmão ao poderoso vampiro que transformou toda sua família.

#### Episódio 13: Fated to Pretend (Condenado a Fingir)
Este é o primeiro episódio após a greve dos roteiristas, pela lógica deveria abrir nova temporada, mas foi o primeiro dos quatro episódios finais da primeira temporada. Mick está eufórico com sua recente condição de humano e aproveita cada momento. Beth o convida para ir à praia onde ele pode tomar Sol pela primeira vez em décadas. Além disso, experimenta toda espécie de guloseima que antes lhe era proibida.
Beth é chamada pela sua chefe à Buzzwire, o canal de notícias por Internet para o qual ela trabalha. Ao chegar, ela encontra Maureen morta. Mick entra na investigação ao lado de Beth e descobre que o assassino é um cirurgião plástico que coleta sangue de tipo raro de suas clientes e o vende a outros vampiros. Ao perceber que o sangue de Beth é raro, ele a sequestra e Mick, indefeso como humano, não pode evitar. Sabendo que Beth corre perigo e admitindo que a ama, ele toma uma decisão desesperada: pede a Josef que o transforme em vampiro de novo.
O episódio possui uma trama paralela. Mick pensa a princípio que um político corrupto seria o responsável pelo homicídio. Ao descobrir que a filha dele dirigia o carro quando um acidente matou a mãe da menina e que aquele a livrou da culpa através de um testa-de-ferro, Mick conta que também possui um segredo e que revelá-lo a outros aliviou seu fardo. Ao se arriscar para impedi-la de se atirar de um edifício, Mick também sente pela primeira vez sua mortalidade.
No final, Beth se sente grata por Mick tê-la salvo pela segunda vez e lhe diz que o que impede seu relacionamento não é o fato de ele ser um vampiro, mas o medo que Mick tem de se envolver. Mick agora está em paz com sua condição de vampiro, desta vez sua transformação foi uma decisão consciente. No terraço; Beth depcionada pela falta de reação de Mick vira-se para ir embora e ele a pega pelo braço e a beija, e pede um tempo para pensar em toda essa situação vampiro humana e ela diz que não tem toda a eternidade.

#### Episódio 14: Click (Click)
Mick é contratado por uma estrela de cinema para ser seu guarda-costas, o que na prática significa manter os paparazzi longe. Entretanto, a garota aparece morta durante uma recepção em um navio e Mick, sentindo-se responsável, procura seu assassino. Ele próprio acaba por sofrer uma tentativa de assassinato quando é atropelado e desafortunadamente um fotógrafo, que o seguia por achar que ele estava envolvido romanticamente com a atriz morta, tira fotos da cena.
Mick encontra o assassino, o produtor de cinema que contratara a atriz para um filme; ele confessa o crime. Resta, contudo, o problema da foto, que pode levar Mick a ter que fugir de Los Angeles e trocar de identidade para manter seu segredo. Beth recebe do fotógrafo as fotos da cena do atropelamento e é chantageada para dizer o que sabe. Ela procura Josef, este lhe diz que só pode resolver o problema matando o paparazzi. Beth concorda e, aconselhada por Josef, abandona seu emprego na Buzzwire. Em momento algum Mick soube da existência das fotos.
Paralelamente, o novo promotor (que assume o lugar do namorado morto de Beth) recebe as fotos de Mick sendo atropelado mas não sabe quem as enviou.

#### Episódio 15: What's Left Behind (O Que é Deixado para Trás)
Mick investiga o sequestro de um menino que mora em uma casa muito conhecida. Mick morou na vizinhança quando era humano e teve um romance com a avó do menino, recentemente falecida. Isso leva Mick a supor que pode ser o avô da criança e a conseguir amostras de DNA para tirar a dúvida.
No fim, para seu alívio, fica provado que não há parentesco e que o verdadeiro avô era um velho amigo de Mick, seu companheiro durante a Segunda Guerra Mundial e cuja amizade Mick havia traído ao flertar com sua esposa. O sequestrador é um psicopata que pretendia "ensinar o menino a não ter medo do escuro"… trancando-o em um porão escuro.

#### Episódio 16: Sonata (Sonata)
Este é o último episódio da primeira temporada. Um homem é encontrado morto e Mick descobre que vampiros estão envolvidos. Com a ajuda de Beth, que agora trabalha na Promotoria, ele tenta evitar que descubram a existência de vampiros em Los Angeles. A situação fica complicada quando uma vampira é presa e ameaça revelar todos os seres de sua raça na cidade. Mick reúne um grupo de amigos e consegue resgatá-la enquanto é transferida de prisão. No entanto, ela é sentenciada à morte por ter quebrado a regra mais importante da sociedade vampírica, que é não revelar sua existência aos humanos.
O promotor recebe misteriosamente uma lista com vários nomes e entre eles está o de Mick. Percebe-se que essa lista são de todos os vampiros localizados na cidade. Também não fica claro quem enviou a lista para o promotor.
Agora vem um dos melhores momentos da série: depois de uma discussão com Beth, Mick finalmente se declara para ela e ambos reconhecem que um romance entre uma humana e um vampiro é possível.